# 薛寀
薛（1598年—1662年），字諧孟，号歲星，南直隸常州府武進縣人。明末政治人物。

## 生平
方山先生薛應旂之玄孫，祖父薛敷教，万历十七年进士。生于万历二十六年（1598）十一月十七日，四岁失母，九岁能作诗，十四补諸生，二十七丁父艱。崇禎三年（1630年）庚午科應天鄉試，崇祯四年（1631年）聯捷辛未科进士，廷對注授知州，乞改武学教授，六年癸酉轉南京助教，七年甲戌遷南京刑部主事，八年升刑部郎中，十年丁丑出知开封府。值寇乱，与熊文灿議剿撫不合，十一年冬自投劾歸常州。
归六年，甲申明亡，弃家为僧。以己名寀也，去冠，故去宀；去发，故去丿，因姓米氏，号米堆山和尚。亦署衲米，徜徉雲水間，不问世事，清康熙二年甲辰（1662）腊月十二日病卒，年六十五。

## 著作
著有《歲星集》一百卷，久已散佚。

## 引用
1. ↑  《崇祯四年辛未科進士三代履歷》：薛寀，歲星，诗三房。辛丑十一月十七日生。武进籍无锡人，乡八十四，会六十六，二甲三十名。改升武学授，升國子助教，甲戌升南刑部主事，乙亥升郎中，升開封知府。己卯革职。曾祖近鲁，选贡，赠御史。祖敷教，以建言降学正，赠尚宝司丞。父謇稷，庠生
2. ↑  《薛堆山先生前集钞》-《歲星公傳》